# Пацевичский сельсовет
Пацевичский сельсовет — упразднённая административная единица на территории Мостовского района Гродненской области Белоруссии.

## Состав
Пацевичский сельсовет включал 13 населённых пунктов:
- Большая Рогозница — деревня.
- Борки — деревня.
- Войдевичи — деревня.
- Заболотье — деревня.
- Лавры — деревня.
- Леоновичи — деревня.
- Лихиничи — деревня.
- Логновичи — деревня.
- Малая Рогозница — деревня.
- Парфеновичи — деревня.
- Пацевичи — деревня.
- Самуйловичи Горные — деревня.
- Самуйловичи Дольные — деревня.

## Производственная сфера
СПК им. Адама Мицкевича, ОАО «Рогозницкий крахмальный завод», фермерское хозяйство «Болеслав», фермерское хозяйство «Кирилл».

## Социальная сфера
Образование: ГУО «Рогозницкая общеобразовательная средняя школа», ГУО «Рогозницкий детский сад», ГУО «УПК Пацевичский детский сад — общеобразовательная средняя школа».
Медицина: Рогозницкая амбулатория врача общей практики, Пацевичский фельдшерско-акушерский пункт.
Культура: Пацевичский и Рогозницкий сельские Дома культуры, Пацевичская и Рогозницкая сельские библиотеки.

## Памятные места
На территории сельсовета находятся 2 воинских захоронения.

## Достопримечательности
- Храм Святителя Николая Чудотворца (д. Самуйловичи Дольные).
- Храм Рождества Пресвятой Богородицы (д. Пацевичи)
- Костёл Святой Марии Девы Крулевы Польски (д. Рогозница)